# Manuel Mijares
Manuel Mijares (Cidade do México, 7 de fevereiro de 1958) é um cantor mexicano. Nasceu no Hospital Español da Cidade do México em 1958, filho do médico José María Mijares e da professora de dança María del Pilar Morán. Seus avós eram imigrantes asturianos que chegaram ao porto de Veracruz. Tem 3 irmãos José Luis, Jorge e Pilar. A mãe influenciou sua direção artística, como ele mesmo reconhece. Iniciou sua carreira em 1981 no festival Valores Juveniles e, logo em seguida, representou seu país no Festival OTI da Canção de 1985 interpretando "Soñador". Venceu o prêmio TVyNovelas de melhor tema musical em duas ociasiões: Corazón salvaje (1994) e El privilegio de amar (1999).

## Discografia
- 1986: Manuel Mijares/Soñador
- 1987: Amor y rock and roll
- 1988: Uno entre mil
- 1989: Un hombre discreto
- 1991: Qué nada nos separe
- 1992: María bonita
- 1993: Encadenado
- 1993: Corazón Salvage
- 1994: Vive en mí
- 1996: Querido amigo
- 1997: Estar sin ti
- 1998: El privilegio de amar
- 2000: Historias de un amor
- 2002: Dulce veneno